# Disparition d'Etan Patz

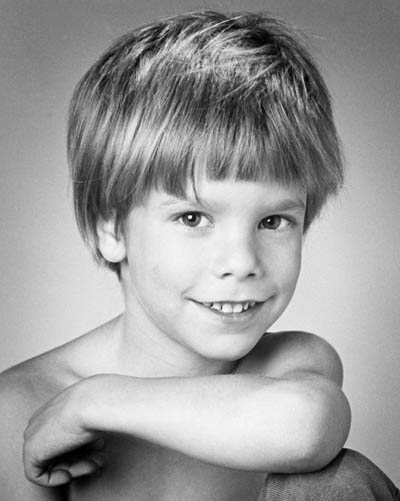
Etan Patz

La disparition d'Etan Patz intervient le 25 mai 1979 à New York. Alors âgé de 6 ans, il est présumé mort en septembre 2001 par le tribunal de Manhattan.

## Historique
Cette affaire a particulièrement ému les États-Unis et a donné lieu en 1983 à la création d'une journée nationale des enfants disparus par le président Ronald Reagan. Etan Patz est le premier enfant disparu à avoir eu sa photographie publiée sur les briques de lait afin d'aider à le retrouver.
Le 25 mai 1979, pour la première fois de sa vie, ses parents avaient accepté qu’il se rende tout seul à l’arrêt de bus situé à deux pâtés de maisons de leur appartement du quartier de SoHo. Ils ne l’ont plus jamais revu. Après avoir été classée en 2001, l’enquête a été rouverte en 2010 et s’est accélérée en avril 2012 lorsque le FBI et la police de New York ont relancé les recherches sur les lieux de la disparition.
En mai 2012, trente-trois ans après sa disparition, un homme avoue qu'il est impliqué dans cet enlèvement et dans la mort d'Etan Patz,. Pedro Hernandez, âgé de 18 ans au moment des faits, travaillait dans une épicerie située à quelques mètres seulement du lieu de la disparition de l’enfant, est dénoncé par son beau-frère. Il passe aux aveux en déclarant avoir attiré l’enfant dans la cave du magasin en lui promettant un soda. Une fois à l’intérieur, il a dit l’avoir étranglé et avoir caché son corps dans un sac en plastique, jeté dans un bac à ordures. Malgré des investigations menées par la police de New-York et le FBI dans le sous-sol d'un immeuble en 2012, la dépouille du petit garçon n'a jamais été retrouvée. En décembre 2012, il se rétracte et décide de plaider non coupable. Pour ses avocats, l’homme déficient mental et atteint de troubles psychiatriques avait inventé ses aveux après plus de sept heures d’interrogatoire.
En janvier 2015, le procès de Pedro Hernandez  débute. La mère d'Etan, Julie Patz, y témoigne. Le 14 février 2017, le tribunal de l'État de New York déclare Pedro Hernandez coupable de l'enlèvement et du meurtre d'Etan Patz. Le 20 avril 2017, il est condamné à la réclusion criminelle à perpétuité avec une peine incompressible de 25 ans.
Etan Patz n'a été déclaré mort qu'en 2001, vingt-deux ans après sa disparition.